# Mồi nhử

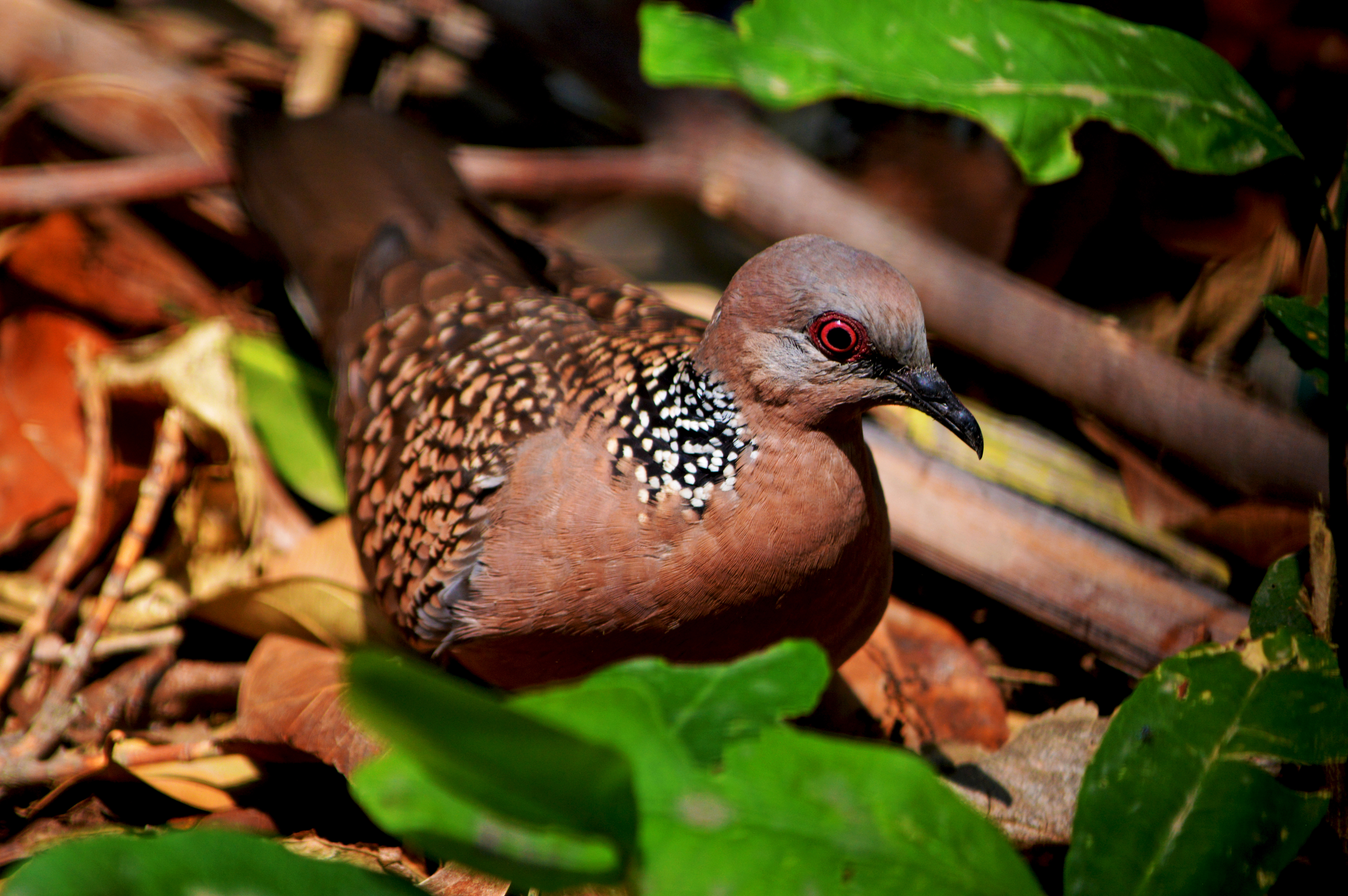
Một con chim cu gáy mái là mồi nhử (chim mồi) khi gác cu để dẫn dụ những con trống

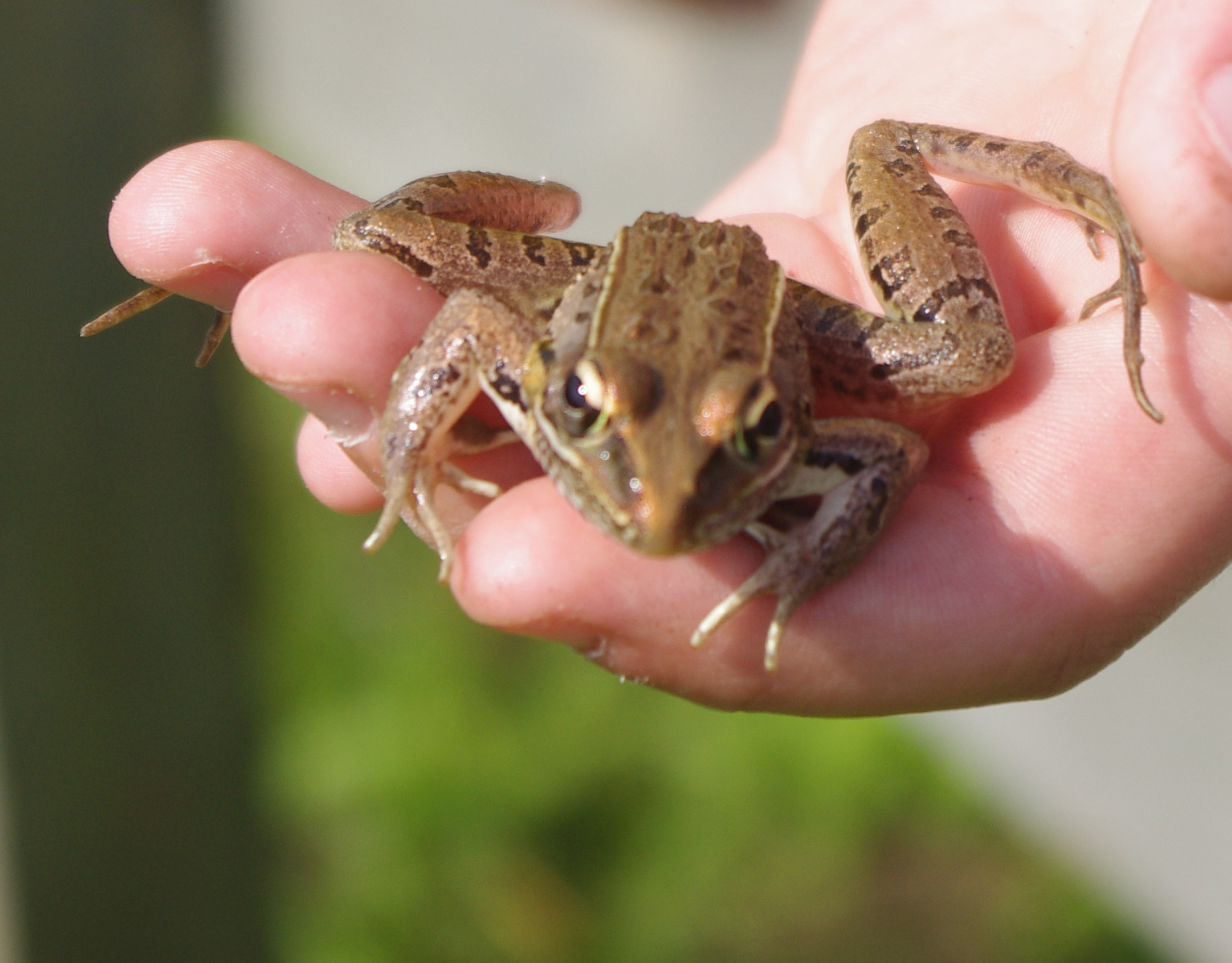
Mồi ếch sống để câu cá

Mồi nhử (Bait) là bất kỳ dạng vật chất nào được sử dụng để thu hút con mồi, dẫn dụ đối tượng vào cái bẫy đã giương sẵn hoặc nơi có mai phục chực chờ.

## Tổng quan

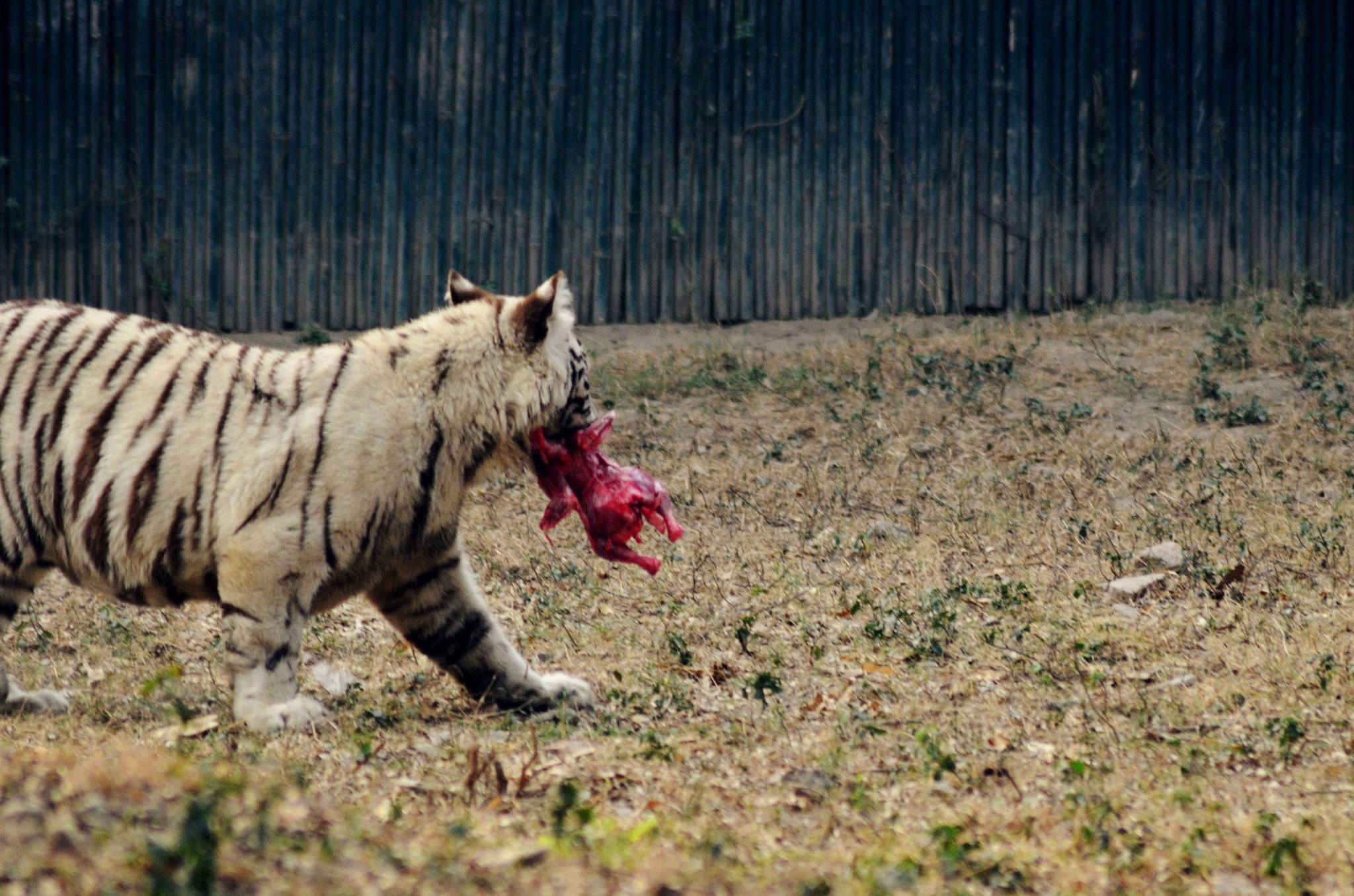
Một miếng thịt gà để làm mồi nhử hổ

Thông thường mồi nhử thường chỉ về những loại con mồi trong các cuộc săn bắt, bẫy, đánh cá vì đây là thức ăn ưa thích, hợp khẩu vị của các loài động vật nói chung, những thức ăn mắc vào lưỡi câu hay cho vào bẫy để nhử bắt động vật. Trong câu cá, người ta thường dùng mồi cá, trong săn bắt các dã thú, người ta thường dùng các con vật sống (phổ biến là dê, cừu, lợn hoặc gia cầm) để nạp mạng cho thú dữ nhằm dẫn dụ để bẩy, bắn chúng, hoặc thông thường là treo, thả những miếng thịt sống (miếng mồi), có rưới lên đó máu tanh để dẫn mùi điển hình trong các cuộc săn hổ, săn cá sấu, săn sói.
Mồi những cũng có thể ám chỉ con vật dùng để nhử bắt các con vật khác cùng loài, đồng loại chẳng hạn như chim mồi, là những con chim mái bị bắt dùng tiếng kêu để dẫn dụ những con trống vào bẫy. Trong văn hóa, nó ám chỉ về thứ có sức quyến rũ lớn, khiến người ta dễ mắc vào tròng hay đẹp, sang nhất, chuyên dùng để chưng diện. Mồi nhử cần phân biệt với mồi dẫn là vật khô, dễ cháy, thường được bện lại, dùng để giữ hay dẫn lửa rồi đốt tiếp bằng cách cho chạm sát vào vật đang cháy, chẳng hạn như súng hỏa mai mồi đốt hoặc một dạng vật chất để kích hoạt một tiến trình khác chẳng hạn như đoạn mồi trong di truyền. Mồi nhử cũng cần phân biệt với mồi nhắm hay mồi nhậu là thức ăn để nhắm trong những cuộc nhậu nhẹt.

## Ứng dụng
Diệt mối bằng mồi nhử là cách sử dụng hội nhử mối được làm từ các mảnh gỗ trám, thông, bồ đề, vụn gỗ để dụ mối thợ đến kiếm ăn. Mồi nhử ở đây đều chứa thành phần xenlulo là thức ăn yêu thích của mối và được tẩm ướp chế phẩm sinh học để thu hút mối thợ đến kiếm ăn nhiều hơn. Đối với phương pháp diệt mối này, hộp mồi nhử đóng vai trò hết sức quan trọng trong việc diệt mối, mồi nhử không những phải ngon mà quan trọng là những chất dẫn dụ sinh học tẩm trong hộp mồi nhử phải thu hút được càng nhiều mối càng tốt. Diệt mối bằng mồi nhử chính là áp dụng cơ chế của phương pháp diệt mối hóa sinh.
Hiệu ứng chim mồi có nghĩa là đưa ra một mồi nhử để lôi kéo khách hàng lựa chọn đúng món hàng mong muốn. Các chuyên gia bẫy chim thường huấn luyện một con chim thuần thục dùng để làm mồi nhử đồng loại. Khi những con chim khác thấy chú "chim mồi" bình an đậu một chỗ, ăn thức ăn nhử, thì theo tâm lý bầy đàn, chúng sẽ sà xuống và mắc bẫy. Hiệu ứng chim mồi có nghĩa là đưa ra một mồi nhử để lôi kéo khách hàng vào đúng lựa chọn mà bạn mong muốn mà khách vẫn vô cùng vui vẻ vì được tự lựa chọn, tự quyết định loại hàng mình muốn. Trong lĩnh vực kinh doanh, doanh nghiệp luôn cần những kế hoạch chiêu dụ. Hiệu ứng chim mồi là một trong những chiến lược thường xuyên được các doanh nghiệp lựa chọn.